# Abbracciami perdonami gli sbagli
Abbracciami perdonami gli sbagli è un singolo della cantante italiana Bianca Atzei, pubblicato il 12 maggio 2017.

## Descrizione
La canzone, scritta da Fortunato Zampaglione, è caratterizzata da sonorità elettroniche che rappresentano una novità nel repertorio della cantante.
Il singolo vanta la collaborazione di nomi come Paco Wurz (nome d'arte dello stesso Zamoaglione) e Pat Simonini in qualità di produttori, Michele Canova Iorfida come supervisore di produzione e Luca Pratolesi come addetto al mastering.

## Video musicale
Il videoclip, con la regia di Gaetano Morbioli, è stato reso disponibile il 12 maggio 2017 sul canale YouTube della cantante.

## Classifiche
| Classifica (2017)             | Posizione massima |
| ----------------------------- | ----------------- |
| Italia (airplay indipendenti) | 3                 |